# Zeta Pyxidis
Zeta Pyxidis (20 Pyxidis) é uma estrela na direção da constelação de Pyxis. Possui uma ascensão reta de 08h 39m 42.49s e uma declinação de −29° 33′ 39.1″. Sua magnitude aparente é igual a 4.86. Considerando sua distância de 236 anos-luz em relação à Terra, sua magnitude absoluta é igual a 0.56. Pertence à classe espectral G5III.